# François Boucq

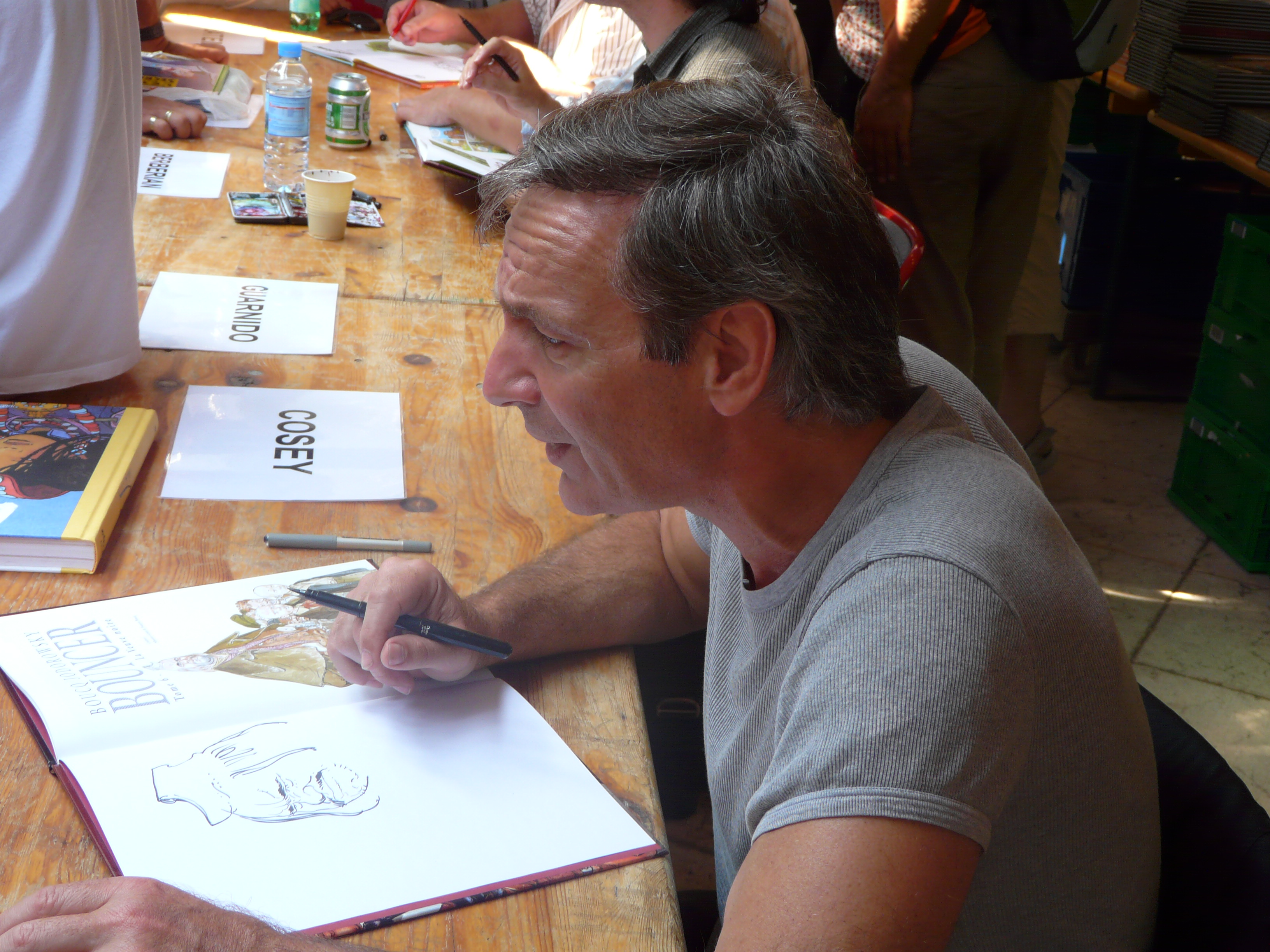
Francois Boucq

François Boucq (Lilla (Nord), 28 de novembre de 1955) és un artista de còmics francès, homenatjat com a artista de l'any en el Festival del Còmic d'Angulema el 1998, principalment reconegut per la seva creació Gerome Moucherot i per la sèrie de novel·les gràfiques de Bounce, escrites per Alejandro Jodorowsky.
És artista del grup editorial Humanoides Asociados, del qual formen part també Jean Giraud "Moebius" i Juan Giménez. Actualment viu a la seva ciutat natal, Lilla, al nord de França.